# Ringwall Kellerskopf
Der Ringwall Kellerskopf ist eine abgegangene Ringwallanlage auf dem 474 m hohen Kellerskopf, eines Berges im südlichen Taunus etwa 700 Meter westlich von Wiesbaden-Naurod. Geprägt wird die frühere Anlage einer Höhenburg heute von dem auf dem Gipfel in der Mitte der Anlage errichteten Aussichtsturm mit angegliedertem Gasthof.

## Beschreibung

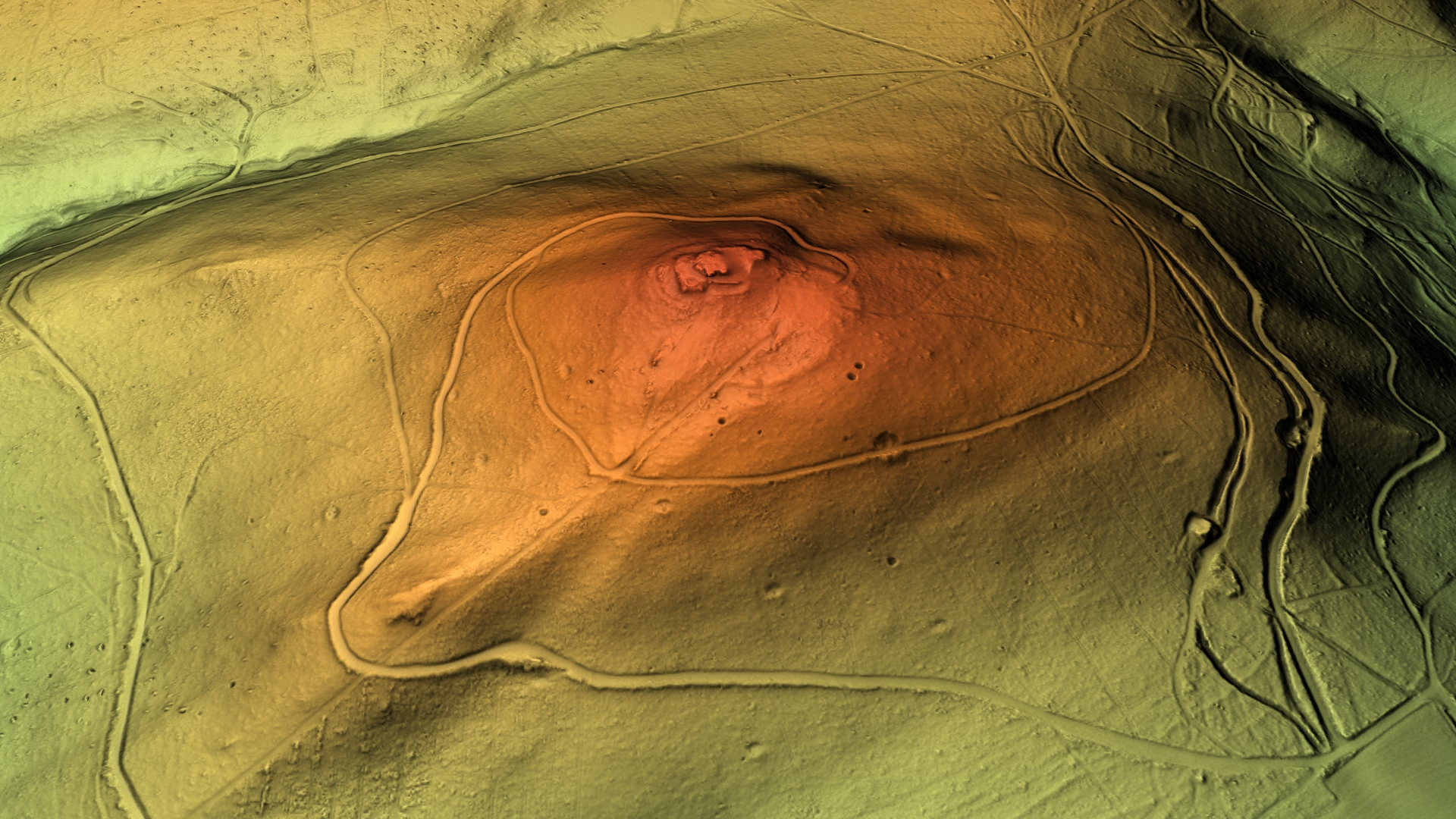
Digitales Reliefbild des Kellerskopfs

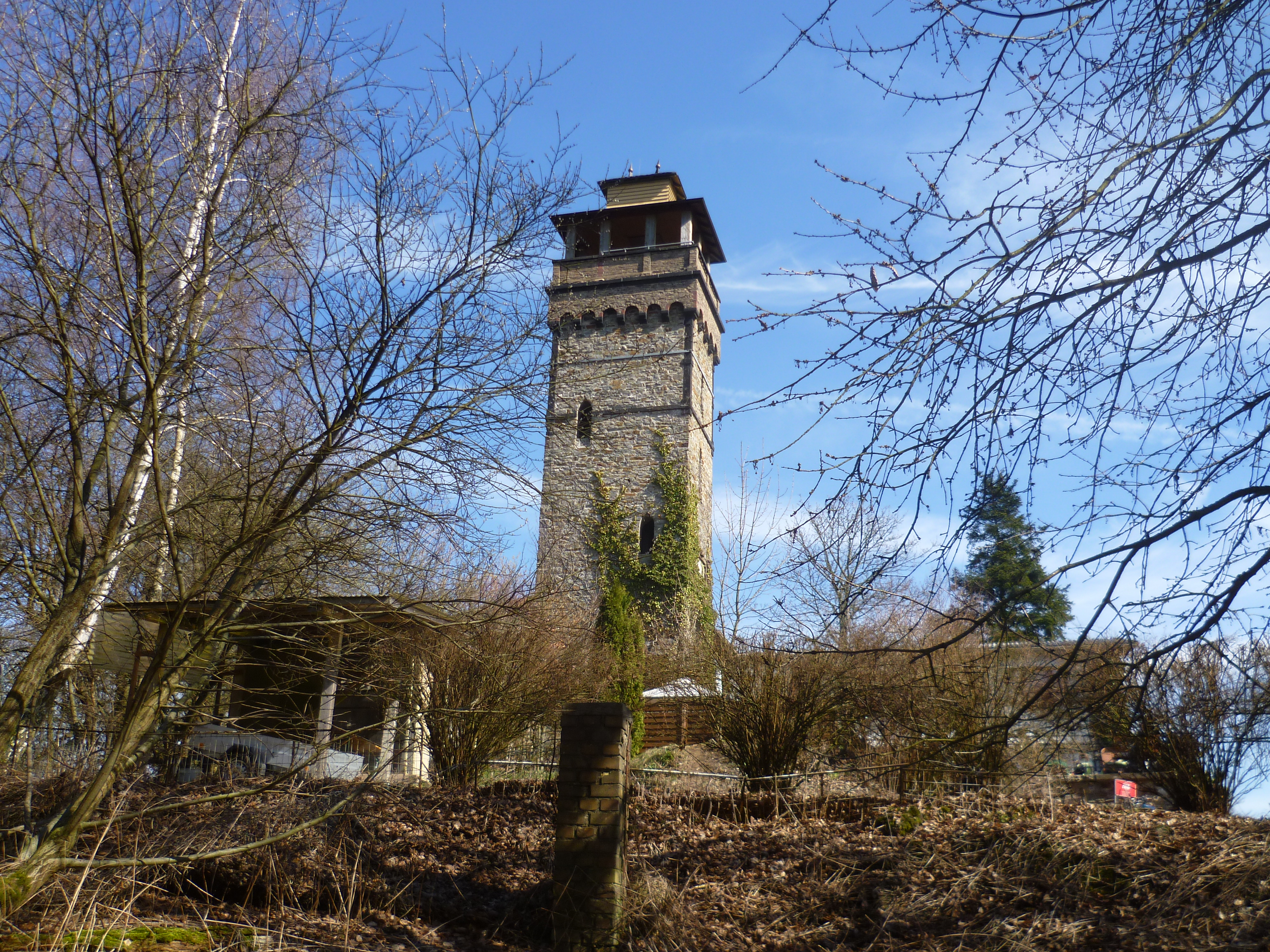
Aussichtsturm und Gasthof in der Mitte der Wallanlage

Die Erhebung des Kellerskopfs fällt allseits recht steil ab. Vom angelegten Wall sind nur an manchen Stellen noch Reste schwach sichtbar. Er umgab die Bergkuppe wahrscheinlich in annähernd kreisrunder Form. Weitreichend weist der Wallverlauf Unterbrechungen auf. Ein Graben kann nicht festgestellt werden. Feststellungen zur Entstehungszeit und zur Nutzung gibt es nicht. 
An den die Bergkuppe umlaufenden nahezu kreisförmigen, etwa 0,46 ha umfassenden Ringwall, der südwestlich möglicherweise einen zweiten schmalen Wall vorgelagert hatte, schließt sich im Osten ein nur leicht ovaler, größerer, verschliffener Ringwall von insgesamt 0,9 ha an. In den Reliefdaten lässt sich ein weiterer, stark verschliffener, ovaler, den südwestlichen Berghang hinunter und dort spitz zulaufender Ringwall erkennen. Dieser, den kreisrunden und ovalen Ringwall einschließen, hat eine Größe von etwa 2,55 ha. Mit seiner südwestlichen Spitze berührt er hier einen den Berg von Nordwesten nach Osten umlaufenden neuzeitlichen Weg, der wiederem von einem nahezu geraden, von Südwesten nach Nordosten östlich der Bergkuppe schneidenden Weg gekreuzt wird. Am Kreuzungspunkt sind die Wallreste völlig verloren gegangen. Damit weist der Kellerskopf Strukturen auf, die dem Ringwall Altkönig ähnlich sind.
Erkundet wurde die Anlage 1909 durch Christian Ludwig Thomas. Funde, die eine Datierung der Anlage erlauben würden, sind nicht bekannt. Ein eisenzeitliches Alter wird für möglich gehalten.

## Denkmalschutz
Der Burgstall der Wallanlage ist ein Bodendenkmal nach dem Hessischen Denkmalschutzgesetz. Nachforschungen und gezieltes Sammeln von Funden sind genehmigungspflichtig, Zufallsfunde an die Denkmalbehörden zu melden.